# Orkan Britta
Orkan Britta – huragan (orkan), który w dniach 30 października – 2 listopada 2006 roku miał miejsce nad Morzem Bałtyckim i obszarami lądowymi wokół niego.
W swoim kulminacyjnym punkcie wiatr wiał z prędkością 12 stopni w skali Beauforta przekraczając 120 km/h. Wskutek mocnego wiatru na Morzu Bałtyckim zatonął MS Finnbirch oraz zostały zalane miasta przybrzeżne, m.in. Hamburg. Huragan spowodował zniszczenia w północnych Niemczech, Danii i na południu Półwyspu Skandynawskiego.
Także w Polsce niż przyniósł wiatr przekraczający 100 km/h, który zrywał dachy, łamał gałęzie i uszkadzał linie energetyczne. Na Morzu Bałtyckim silny wiatr wywoływał fale o wysokości dochodzącej do 5 metrów, które podmywały wybrzeża. Miejscami też doszło do zjawiska cofki.
W następstwie huraganu w wielu krajach nadbałtyckich nastąpiło załamanie pogody, oprócz porywistego wiatru wystąpiły też intensywne opady śniegu.